# A.L.S.V. Quintus

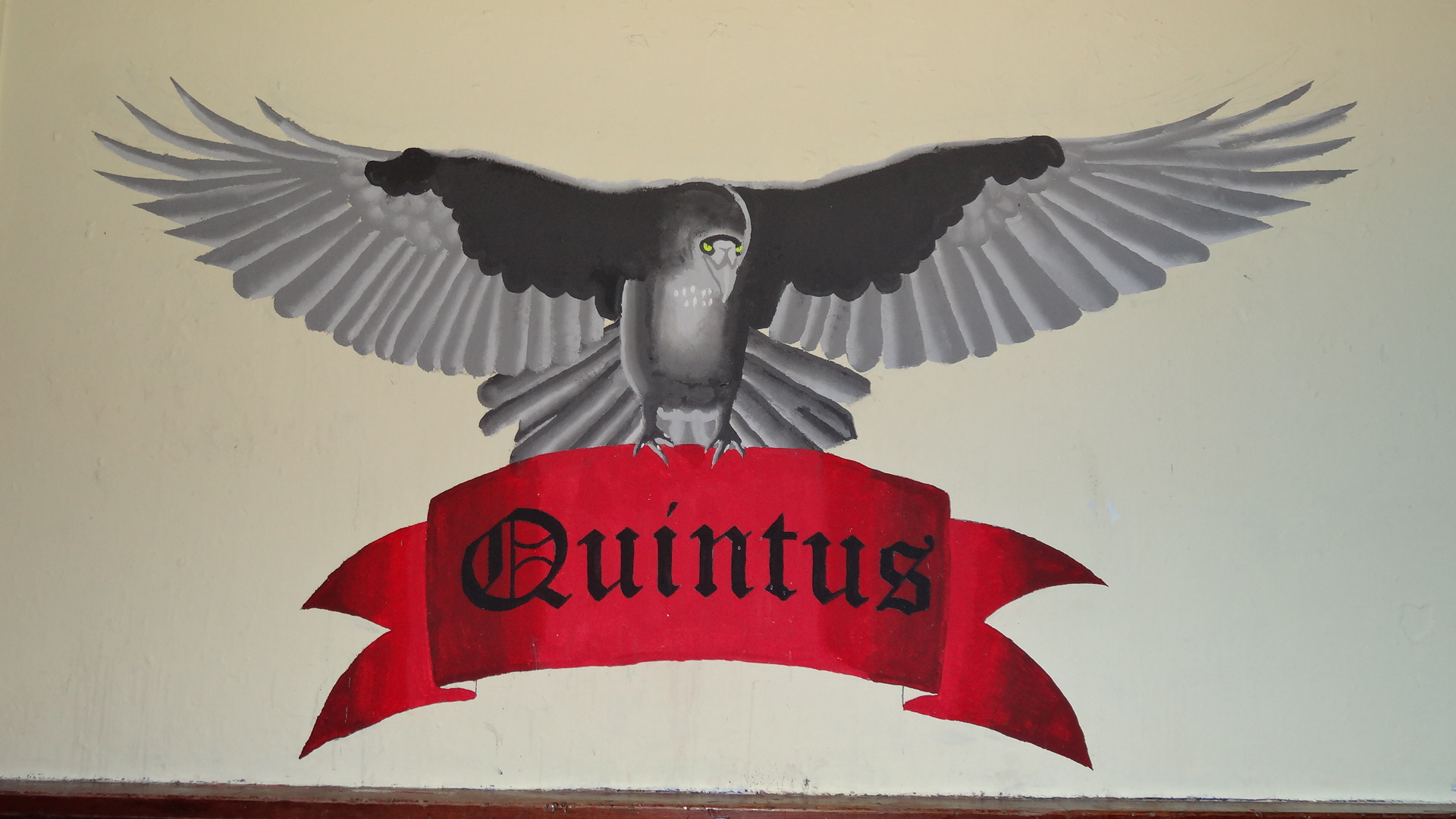
Muurschildering Raevenzaal

De Algemene Leidse Studentenvereniging Quintus (A.L.S.V. Quintus of Quintus) is een gemengde studentengezelligheidsvereniging in de Nederlandse universiteitsstad Leiden. Quintus behoort tot de grote Leidse studentenverenigingen en is lid van het studentenverbond Aller Heiligen Convent.

## Karakteristieken
Quintus heeft een grote sociëteit waar het verenigingsleven hoofdzakelijk plaatsvindt. De Sociëteit Quintus is gevestigd in de voormalige telefooncentrale van de Leidse binnenstad gelegen tussen de Boommarkt en Breestraat.
De Vereniging kent een verplichte Kennismakingstijd (KMT) die sinds 2002 niet meer het karakter van een ontgroening heeft en die wordt gevolgd door een kennismakingsperiode (VAP) met de disputen.
De pijlers van de vereniging luiden: "pluriformiteit - tolerantie- zelfwerkzaamheid".
De vereniging heeft een eigen periodiek met de titel Quintessence, de reünistenvereniging een met de titel Antikwariaat.

## Symboliek
Bij de oprichting werd de wapenspreuk medio tutissimus ibis van de familie Snouck Hurgronje overgenomen. De sociëteit heeft als wapenspreuk Numquam Desperate. De verenigingskleuren zijn bordeauxrood en goud, de kleuren van de sociëteit azuurblauw en goud.

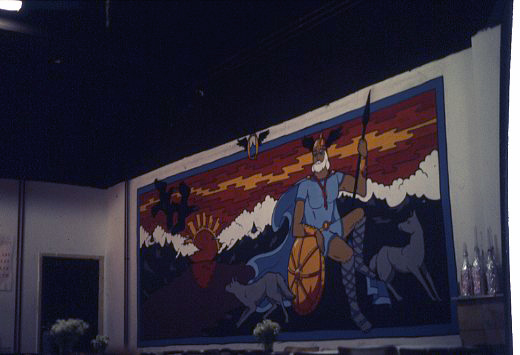
Hugin en Munin de raven van Odin

In het verenigingswapen zijn Hugin en Munin opgenomen, de twee raven van Odin, afkomstig uit de Noordse mythologie. Zij symboliseren de leden van Quintus die elk hun eigen weg gaan maar elke avond terugkeren op Quintus om hun ervaringen en ‘wijsheden’ met elkaar te delen. Vele activiteiten en ruimten op de Sociëteit verwijzen naar de raven, zoals de Raevenzaal, het Raevenuesse (Gala) of de server waar de site op draait: ‘Hugin’.

## Geschiedenis

### Oprichting
Na de EL CID-week van 1978 kwamen enkele leden van L.V.V.S. Augustinus en van LSV Minerva bijeen om met een aantal bestuursleden van de Plaatselijke Kamer van Verenigingen Leiden en de El Cid-commissie de basis te leggen voor de oprichting van een nieuwe studentenvereniging. Er was dringend behoefte aan een nieuwe studentengezelligheidsvereniging voor de opvang van het groeiend aantal studenten. De nieuwe vereniging diende laagdrempelig te worden en haar leden maximale faciliteiten te bieden tot zelfontplooiing. Het aantal personeelsleden diende daarom beperkt te blijven tot het hoogst noodzakelijke. Daarnaast diende de nieuwe vereniging zo mogelijk een actieve rol te spelen binnen de Leidse samenleving. De brand, gevolgd door de tijdelijke verhuizing van de Sociëteit Eigen Huis van Augustinus in januari 1978, had duidelijk gemaakt dat het mogelijk was in Leiden tijdelijk een nieuwe sociëteit te vinden. De toenmalig abactis van de Commissie voor het Eigen Huis en aansluitend brand/bouwcoördinator zou daardoor de initiator van de oprichting worden. Het was niet de bedoeling om een afsplitsing van een andere vereniging te worden en daarom werd voor een compleet nieuwe structuur gekozen. Er werd gekozen voor de naam Quintus (Latijn voor vijfde) omdat het de vijfde studentengezelligheidsvereniging van Leiden zou worden. De oprichting vond plaats met steun van de Universiteit, de gemeente Leiden en een aantal reünisten van het voormalig Leidsch Studenten Corps.
Op 18 januari 1979 vond in het Snouck Hurgronjehuis van het Leids Universiteits Fonds aan het Rapenburg de oprichting plaats van de Algemene Leidse Studentenvereniging Quintus. De vereniging was niet alleen toegankelijk voor studenten van de Universiteit Leiden, maar ook voor hbo-studenten, en was daarmee de eerste vereniging in Leiden die dat toestond. De wapenspreuk van de Snouck Hurgronjes: “medio tutissimus ibis” is sindsdien aan Quintus verbonden.

### Beginjaren
Oprichten bleek iets anders dan daadwerkelijk opbouwen en besturen. Na enige personele wisselingen en strubbelingen kwam er na anderhalve maand uiteindelijk het eerste bestuur dat de feitelijke oprichting in gang zou zetten. In zeer korte tijd moest een volledige verenigingsstructuur worden opgezet, reglementen worden opgesteld en kader worden ingesteld. Tegelijkertijd begon een zoektocht naar een eigen sociëteit en de benodigde financiën.
In tegenstelling tot Minerva en Augustinus, waar jaarclubs waren, werden op Quintus disputen opgericht om het onderscheid tussen ouderejaars en eerstejaars weg te nemen. De disputen vormen een belangrijk opvangsysteem voor de leden en de doelstelling is dat alle leden lid zijn van een dispuut. Disputen kunnen sterk verschillen, in sommige opzichten zijn ze soms juist uitwisselbaar. Aanvankelijk werden bij de oprichting in 1979 gemengde disputen gevormd. Op 4 april werd het eerste en tot op heden oudste herendispuut Olympus opgericht, gevolgd door het damesdispuut Galopines op 22 april. Dit veroorzaakte behoorlijk wat ophef omdat sommigen meenden dat er binnen Quintus alleen plaats was voor gemengde disputen.

### Eerste sociëteit

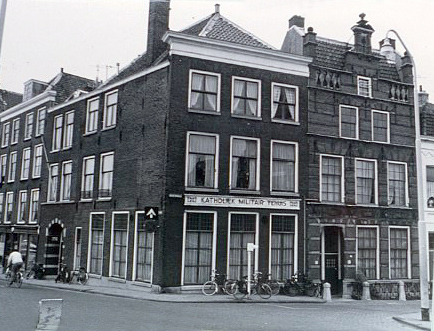
Voormalig Katholiek Militair Tehuis Leiden

De eerste sociëteit van Quintus bevond zich op de hoek van de Korte Mare en de Oude Singel in het voormalig Katholiek Militair Tehuis.
Quintus kreeg een structuur met een bestuur (vereniging) en een Commissie Sociëteit Quintus (orde,gebouw en exploitatie). Hierboven kwamen 2 stichtingen. Stichting de Houhamer (gebouw) genoemd naar de gevelstenen in het pand Oude Singel 72 en de Stichting Exploitatie Sociëteit Quintus. Voor de benodigde expertise werden voor deze stichtingsbesturen een aantal experts aangezocht Mr. Hugo Weiland (bankdirecteur), Leen Bijkerk (registeraccountant), Bob C. van Beek (architect), en Ad C. van Noort sr (ondernemer). Naast de toenmalige eigenaar van het militair tehuis (Vereniging ten Behoeve van RK Militairen te Leiden) heeft ook directeur Joos Swinkels van Bavaria een enorme rol gespeeld bij de verwerving en realisatie.
Na de EL CID week van 1979, waarin zich 250 nieuwe leden aanmeldden, kwam het totaal aantal leden op 570. De ALSV maakte een snelle groei door en in 1990 had Quintus ruim 1400 leden. Naar aanleiding van de groei van Quintus wijzigde een standvastige minderheid binnen de Leidse Vereniging Voor Jongeren Augustinus gaandeweg aldaar de koers en veranderde deze vereniging geleidelijk weer in een studentenvereniging, LVVS Augustinus.

### Jaren 80 en 90

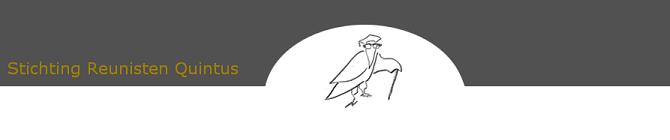
Stichting Reünisten Quintus

In 1980 organiseerde het dispuut Olympus in zijn diesweek het eerste Togafeest, Delta het eerste "Delta Playback"en Primus organiseerde het eerste Galabal. Er werden veel ongemengde disputen opgericht. Bij de subverenigingen was ook een verandering waar te nemen: het culturele en creatieve karakter werd vervangen door veelal sportieve subverenigingen. De borrelavonden kregen gestalte. Het originele concept was de 'vroege borrel', later werd de 'late borrel' ingevoerd.
Op 12 oktober 1981 trad Quintus als aspirant-lid toe tot het Aller Heiligen Convent om uiteindelijk in oktober 1986 als eerste niet van huis uit katholieke vereniging volwaardig lid te worden. Quintus nam daar de plaats over van de Augustinus dat zich reeds in 1979 om ideologische redenen, tijdens een woelige verenigingsperiode, hieruit had teruggetrokken. Hierdoor ging Quintus deel uitmaken van een groot landelijk dekkend netwerk van zusterverenigingen. De komst van Quintus werkte als een katalysator voor de activiteiten en verdere groei van het AHC.
De Stichting Reünisten Quintus (SRQ) werd in het leven geroepen om de bloei van de vereniging te bevorderen door de banden tussen de reünisten en de vereniging en de reünisten onderling te verstevigen. In 1982 kwam de eerste almanak uit.

### Na de verhuizing
In de loop der jaren was er gaandeweg een verharding in de vorm van ontgroening in het kennismakingsprogramma geslopen. Door de verkorte studieduur was het aantal ouderejaars in de categorie zevendejaars en ouder aanzienlijk afgenomen en dit werd als voornaamste oorzaak van deze (landelijke) ontwikkeling gezien. Na een twee jaar durende interne discussie werd op 21 maart 2001 besloten de verenigingsontgroening volledig op te heffen en te vervangen door een korte, streng gereglementeerde kennismakingstijd. De disputen bleven wel vrij hun ontgroening te behouden maar ook zij dienden zich aan strikte regels te onderwerpen met als ultieme sanctie: opheffing.
In 2004 werd een ledenraad opgericht om het bestuur beter te kunnen laten anticiperen op wat de leden willen. Dit resulteerde in de vormgeving van het buitenlands lidmaatschap en leverde uiteindelijk het eerste buitenlandse lid op.
Het was nooit simpel om Leidenaren en studenten iets samen te laten doen, behalve de individuele contacten op diverse sportverenigingen bleef het bij een buurtborrel of een jaarlijkse kinderpartij. In 2009 werd, ter gelegenheid van het 6e lustrum, eindelijk een goed plan (Museumnnacht Leiden) ten uitvoer gebracht waarmee de besloten studentenvereniging meer in contact kwam met de burgerbevolking, daarna zouden meer initiatieven volgen.
In 2010 werd de eerste reünistenlezing gehouden, na 30 jaar van opbouw vonden de eerste separate 'blokborrels'  voor reünisten plaats.
In 2014 werd de ANBI Stichting Het QuintusFonds opgericht. De werkzaamheden van Het QuintusFonds beogen het algemeen belang te dienen, door het voor leden van de Algemene Leidse Studenten Vereniging Quintus (voor wat betreft onderwijs, wetenschap en cultuur) en niet-leden (voor wat betreft onderwijs en wetenschap) mogelijk te maken maatschappelijke verantwoordelijkheid te nemen en zich in te zetten voor dat algemeen belang. In 2018 werd om meer bestuurlijke continuïteit aan te brengen in de organisatie en grootschaliger activiteiten mogelijk te maken de Stichting Lustrum Quintus opgericht. Het 8e lustrum vond plaats op de velden van voetbalvereniging DOCOS en in de aangrenzende 3 Oktoberhal.

## Sociëteit

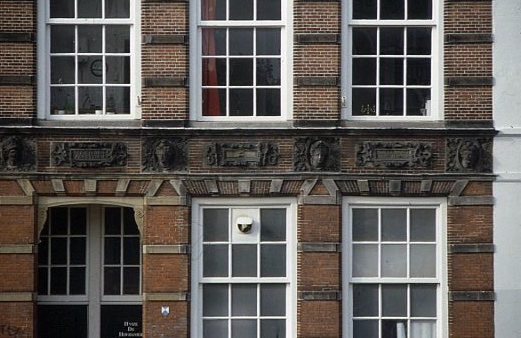
Maskerstenen en cartouches Oude Singel 72

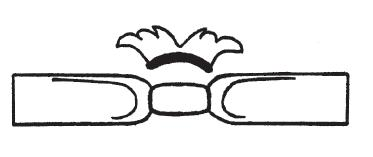
"De Houhamer": wapen Sociëteit Quintus

Na de oprichting werd aanvankelijk geborreld in “’t Parlement” Nieuwe Rijn 52 en in de “Bierdeghel” een zaaltje in de Vestestraat boven drukkerij ELVE. Doordat Leiden niet langer een garnizoensstad was ontstond er een onverwachte mogelijkheid. Na een korte zoektocht kon het monumentale gebouwencomplex van het voormalig Katholiek Militair Tehuis op de hoek van de Korte Mare en de Oude Singel worden aangekocht en in recordtijd worden omgebouwd tot volwaardige studentensociëteit inclusief mensa. De financiering werd met de nodige vindingrijkheid mogelijk gemaakt door bij de opheffing van de beherende "Vereniging ten Behoeve van de RK Militairen te Leiden" een gefaseerde betaling van de koopsom aan de landelijke centrale af te spreken. De soldaten werden zogezegd vervangen door studenten. Het vaandel van Sint Maarten, de schutspatroon van het militair tehuis zou uiteindelijk worden overgedragen aan het Centraal Museum Utrecht. Het rond 1615 gebouwde huis Oude Singel 72 was het woonhuis van de stadsmetselaar (bouwmeester) Hendrik Cornelisz van Bilderbeeck. De rijk versierde voorgevel in maniëristische vormen is uitgevoerd met een kleine trapgevel, maskerstenen (Mars, Ceres, Venus en Bacchus) en cartouches (DIT IS IN DEN VERGULDEN GECROONDEN HOU HAMER).
Rector-magnificus Kuenen opende de Sociëteit Quintus op 14 juni 1979 met de "Houhamer" als wapenschild en de wapenspreuk “Numquam Desperate” (wanhoop nooit/geef nooit op). In 1985-1986 vond de tweede grote verbouwing van de sociëteit plaats, ditmaal voor 1,6 miljoen gulden. Alle verdiepingen werden nu bij de sociëteit getrokken. De sociëteit omvatte nu de panden Korte Mare 30-34 en Oude Singel 72 en 72a.

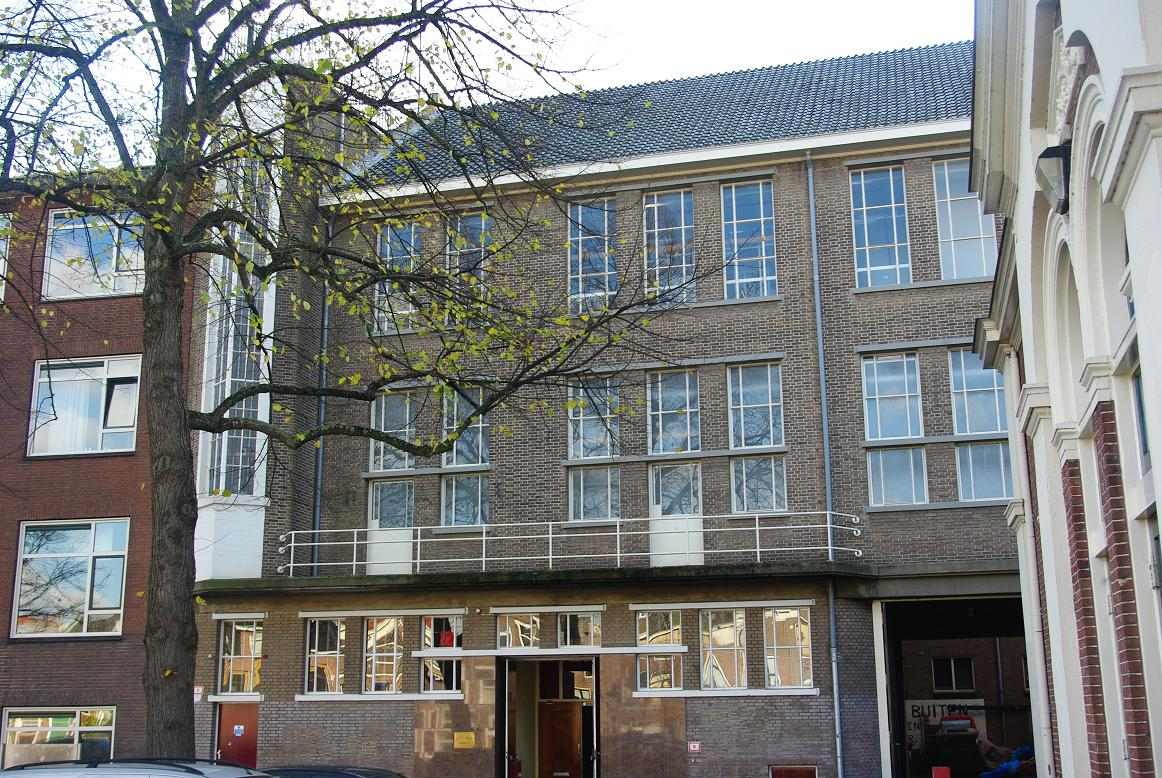
Sociëteit Quintus aan de Boommarkt (2012)

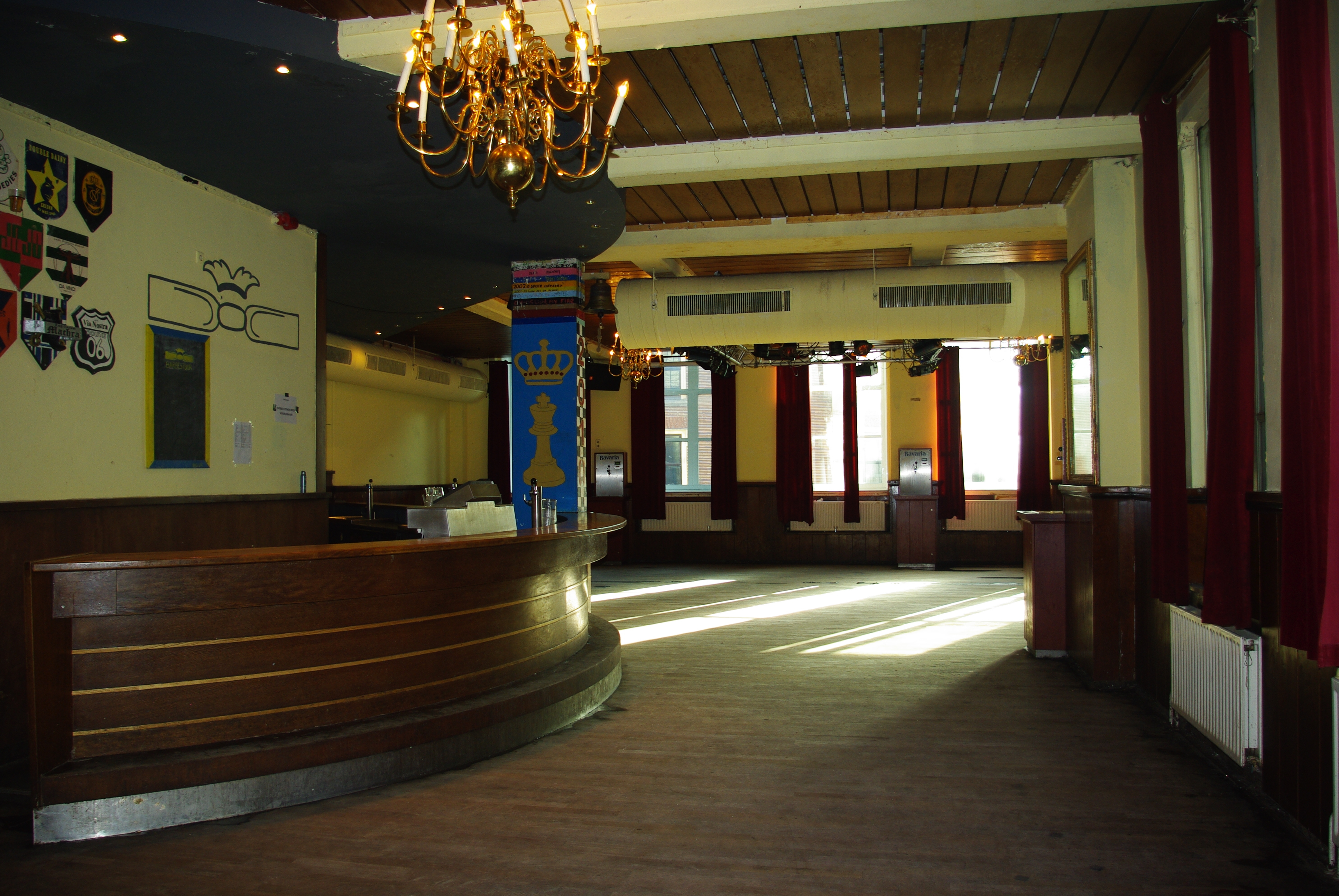
Raevenzaal

In de loop van de jaren bleken de monumentale woonpanden niet zo geschikt en te klein voor een studentensociëteit. Het enorme gewicht van 1400 leden leidde tot verzakkingen, en het was eigenlijk ondoenlijk en kostbaar om een aantal doorgebroken woonhuizen permanent geschikt te houden voor het intensief en veeleisend gebruik dat de vereniging er aan stelde. Er was behoefte aan een gebouw waar alle leden in terechtkonden met grote zalen en een goede geluidsisolatie. Daarom werd op het laatste moment een 3e zeer kostbare verbouwing afgelast en werd in april 1995 besloten te verhuizen naar de huidige Sociëteit, de voormalige “bombestendige” PTT-telefooncentrale van de Leidse binnenstad, gelegen tussen de Breestraat en de Boommarkt.
Het gebouw werd voorzien van allerlei handige snufjes, waaronder goede geluidsisolatie, zwevende/geventileerde vloeren met daaronder afvoergoten, luchtbehandeling en de op dat moment langste bierleiding – 5 bouwlagen - van Nederland. Na een studentikoze verhuizing opende de Rector Magnificus Prof.dr.L.Leertouwer de nieuwe Sociëteit Quintus op 3 augustus 1996 in het bijzijn van veel leden en oud-leden. Sindsdien viert de Sociëteit haar dies op 3 augustus. Om problemen te voorkomen met een naburige vereniging werd in verband met de toegekende vergunningen de hoofdingang gesitueerd aan de Boommarkt en de bestuursingang aan de Breestraat.
Veel ruimtes in het gebouw dragen de naam van plaatsen die in de korte geschiedenis van Quintus belangrijk zijn geweest zoals ’t Snouck, de Bierdeghel, ’t Parlement en de Singelzaal.
Na 10 jaar vond in 2006 de eerste grote interne renovatie en verbouwing plaats van de sociëteitszalen. Automatische biertaps, een computernetwerk, een hypermoderne keuken en elektronisch afsluitbare deuren. In de zomer 2011 vond een grote interne (high tech) verbouwing van de Sociëteit plaats. Bij gelegenheid van het 8e lustrum werd in 2018-2019, na jaren voorbereiding, de entree aan de binnenplaats verplaatst en vergroot, in de kelder kwam een schitterende discozaal, grote garderobe, toiletten en repetitieruimte voor bands; op de begane grond aan de Boommarkt een 2e grote zaal. De geautomatiseerde biertapinstallaties werden vernieuwd en aangesloten op 6 biertanks. De gehele technische installatie en luchtbehandeling werd vervangen en grotendeels op het dak geplaatst waar verder zonnepanelen en warmtewisselaars staan gepland. Boven op de nieuwe ingang werd een groot terras aangelegd.
De huidige sociëteit is anno 2019 in brandveilige compartimenten opgedeeld en telt naast de vele kelders nog vier verdiepingen met op de begane grond aan de Breestraat bestuursruimtes en verder de kleine borrelzaal - de Singelzaal - waar de vroege borrel gehouden wordt, commissies vergaderen en veel afstudeerborrels plaatsvinden en de nieuwe Boommarktzaal. Op de eerste verdieping bevindt zich de grote borrelzaal (de Raevenzaal). Elke maandag- en donderdagavond wordt hier geborreld door de verschillende disputen. Op de tweede verdieping bevinden zich de keuken en het restaurant. Op de derde verdieping bevinden zich de bibliotheek en de commissieruimten waar alle activiteiten worden bedacht.

## Archief
Na drie jaar sorteerwerk werd op 9 maart 2012 het verenigingsarchief in bruikleen overgedragen aan het Regionaal Archief Leiden. Het archief van Quintus dateert vanaf de oprichting in 1979 tot 2010 en omvat naast formele stukken over onder meer disputen en bestuurszaken ook clubbladen, fotocollecties en veel affiches. En natuurlijk stukken over de verhuizing, een belangrijk moment in de geschiedenis van de vereniging. Het archief, 21,42 meter en 1391 inventarisnummers groot, is inmiddels door het Regionaal Archief Leiden geïnventariseerd en daarmee toegankelijk voor het algemeen publiek.

## Interne verbanden

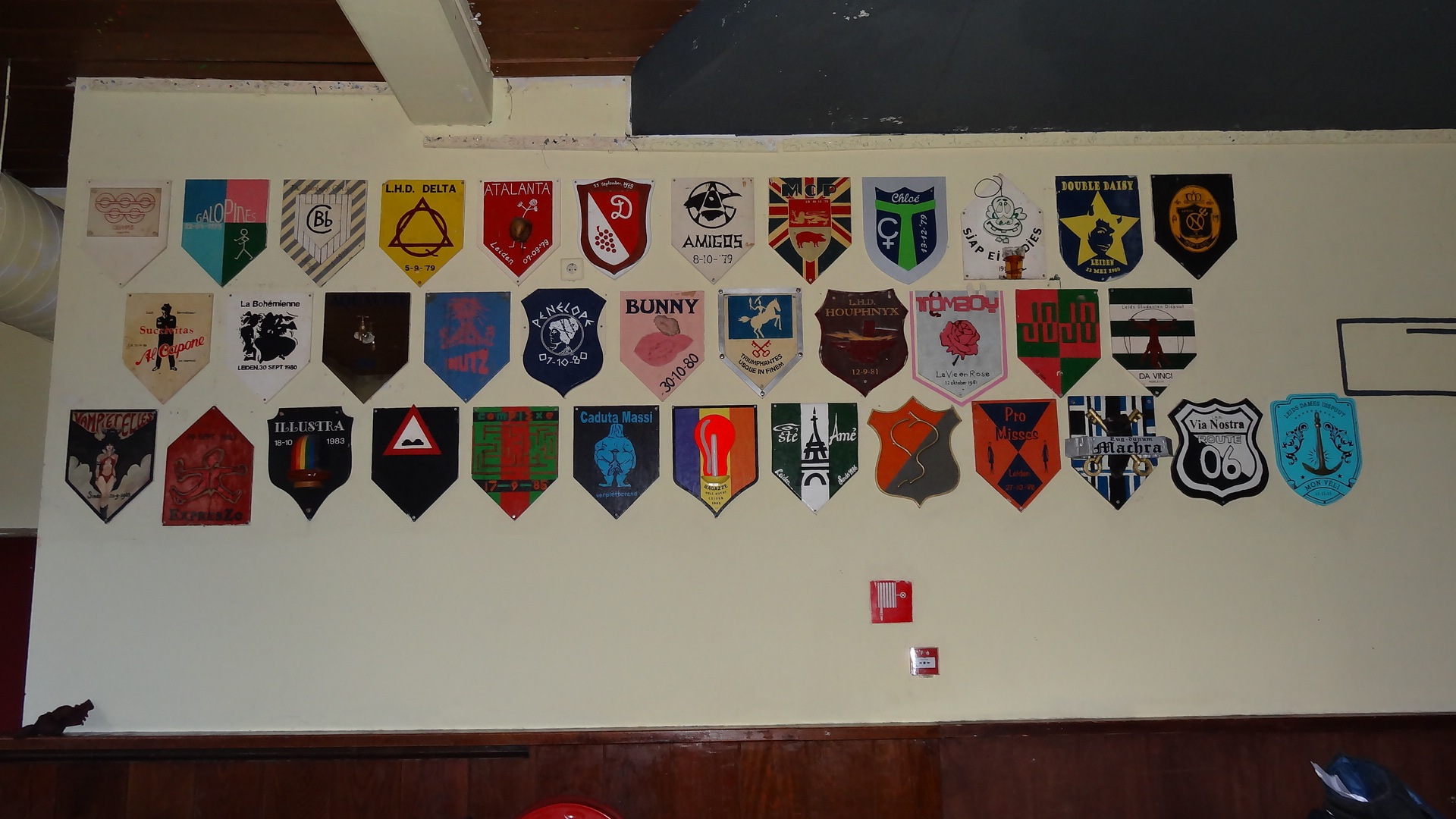
Wapens van disputen

Het jaarlijks wisselende verenigingsbestuur wordt ondersteund door een groot aantal commissies met ieder een eigen taak. Er wordt onderscheid gemaakt tussen lopende commissies die de vereniging draaiende houden, en piekcommissies die gericht zijn op het organiseren van een jaarlijkse activiteit.
Quintus kent een dispuutsstructuur, waarin vrijwel alle leden zijn georganiseerd. De disputen zijn op hun beurt ook weer verenigingen zodat men naast verenigingslid - normaliter - ook dispuutslid is. Elk dispuut bestaat uit zo'n 30 tot 60 leden van verschillende jaargangen en opleidingen. De disputen hebben elk hun eigen identiteit, uitjes en activiteiten, en vrijwel alle disputen zijn gescheiden naar sekse. De oudere disputen hebben een eigen reünistenorganisatie.

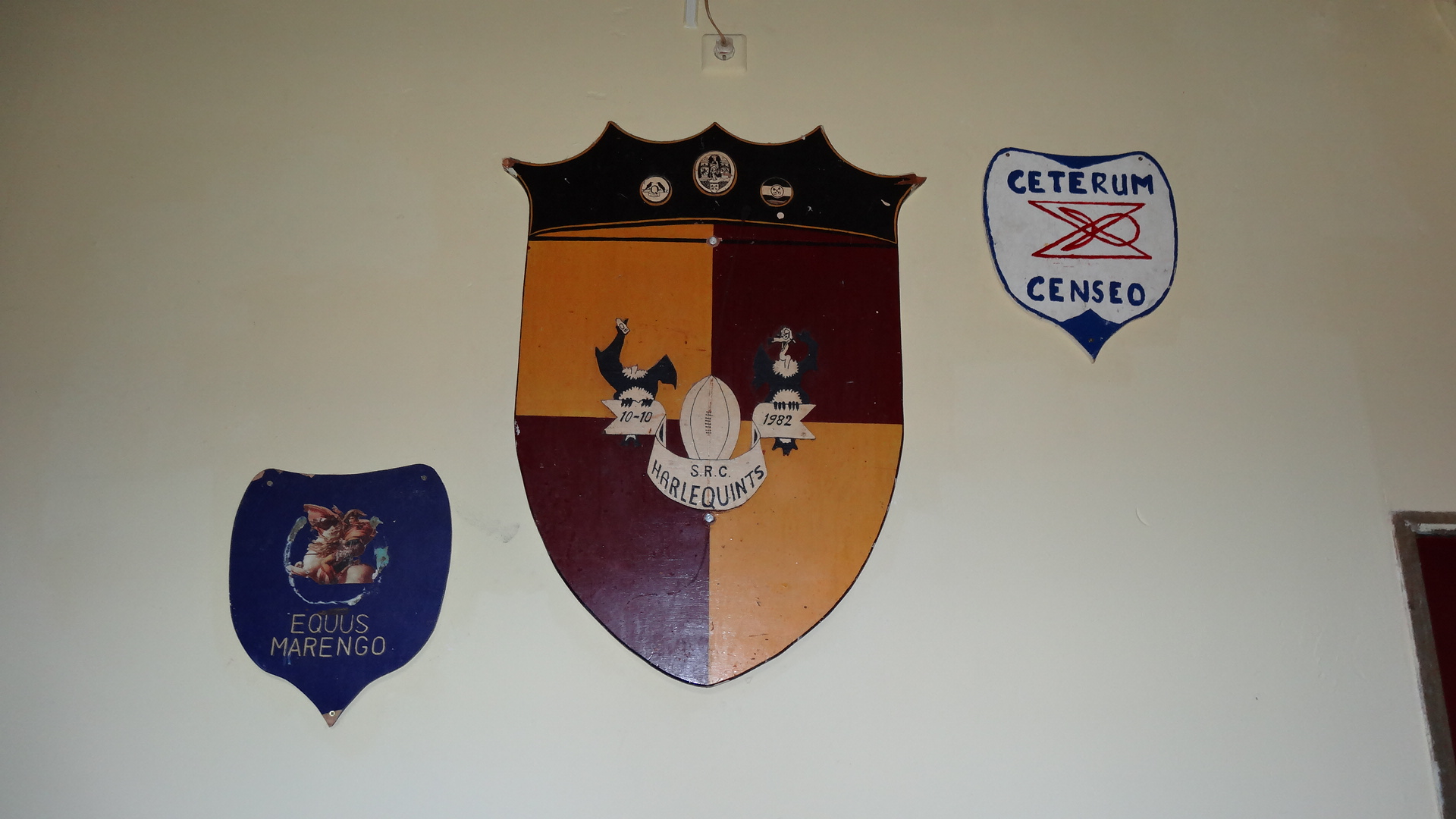
Wapens van subverenigingen

Daarnaast zijn er gezelschappen en subverenigingen. De vereniging telde door de tijd heen een groot aantal subverenigingen en gezelschappen rondom een sport of interesse, zoals de Quintus Rally en Automobiel Club, rugbyclub Harlequints (later opgegaan in het Leidsch Studenten Rugby Gezelschap), het Leidsch Studenten Draegers Gilde, de Foto Commissie Quintus, debateergezelschap Ceterum Censeo, en Stichting Museumnacht Leiden.
Verder kent de vereniging verenigingshuizen, dispuutshuizen en gemengde huizen (met leden van Minerva of Augustinus). Er is een grote reünisten-organisatie.

## Externe verbanden
Quintus is aangesloten bij de Stichting MASCQ, een overkoepelend orgaan van de Leidse studentenverenigingen Minerva, Augustinus, SSR-Leiden, Catena en Quintus. Binnen dit verband wordt onder meer een jaarlijks debattoernooi georganiseerd, waarbij van elke vereniging een team van twee studenten wordt afgevaardigd, en wordt er een jaarlijkse bandjes-wedstrijd georganiseerd, onder de titel "StuBANDikoos".
Landelijk is Quintus sinds 1986 aangesloten bij het Aller Heiligen Convent, een van oorsprong Rooms-katholieke koepelorganisatie voor de verschillende Rooms-katholieke studentenverenigingen in Nederland. Quintus sloot zich in 1986 aan als eerste niet van oudsher rooms-katholieke vereniging. Met Quintus telde het AHC daarmee voor het eerst in zeven jaar weer een Leidse vereniging, aangezien de Leidse vereniging Augustinus zich in 1979 uit het koepelverband had teruggetrokken.

## Bekende oud-leden
- Marianne van den Anker, politica namens Leefbaar Rotterdam
- Mike Boddé, cabaretier
- Han ten Broeke, Tweede Kamerlid voor de VVD
- Rosanne Hertzberger, schrijver, columnist en wetenschapper
- Onno Innemee, cabaretier
- Eva Jinek, journaliste, presentatrice
- Joost Karhof, televisiepresentator
- Korrie Louwes, politica D66
- Albert Mantingh, televisiecommentator, presentator sport
- Hans Nijenhuis, Hoofdredacteur AD en voormalig chef hoofdredactie nrc.next
- Edith Schippers, VVD-minister van Volksgezondheid, Welzijn en Sport in de kabinetten-Rutte I en II
- Jan Maarten Slagter, oud-voorzitter VEB
- Sidney Smeets, advocaat en kortstondig Tweede Kamerlid
- Petra Stienen, arabiste en diplomaat
- Joos Swinkels, oud-directeur van de Bavaria-brouwerij
- Rik van de Westelaken, presentator NOS Journaal
- Mattijs van de Wiel, verslaggever nieuws NOS